# قلعه تورون
قلعه تورون یا تبنین امروزی در جنوب لبنان، یکی از قلعه های اصلی صلیبیون بود که در کوه‌های لبنان مشرف بر جاده صور به دمشق ساخته شد. این قلعه در ادامه مبدل به مرکز ارباب‌نشین تورون، یکی از واسال‌های پادشاهی اورشلیم، گشت. 
این قلعه توسط هیو فاوکیومبیرگوس، شاهزاده الجلیل در سال ۱۱۰۶ برای کمک به تسخیر صور ساخته شد. پس از مرگ هیو و حملات عزالملک به حوالی این قلعه، این قلمرو مبدل به یک قمروی مستقل شد و هامفری یکم به عنوان ارباب آن انتخاب شد.

## اربابان تورون
- هامفری یکم تورون (قبل از ۱۱۰۹ - بعد از ۱۱۳۶)
- هامفری دوم تورون (قبل از ۱۱۳۷-۱۱۷۹
  - هامفری سوم تورون
- هامفری چهارم (۱۱۷۹-۱۱۸۳)
- تحت کنترل دربار پادشاهی (۱۱۸۳-۱۱۸۷)
- هامفری چهارم (بازپس‌گیری)(۱۱۹۰-۱۱۹۲)
  - فتح توسط مسلمانان تا سال ۱۲۲۹
- آلیس ارمنستان (۱۲۲۹ - بعد از ۱۲۳۶)
- ماریا انطاکیه-ارمنستان (بعد از ۱۲۳۶-۱۲۳۹)
  - فتح توسط مسلمانان تا سال ۱۲۴۱
- فیلیپ مونفروا (۱۲۴۱ - قبل از ۱۲۵۷)
- جان مونفروا (قبل از ۱۲۵۷-۱۲۸۳)
- هامفری مونفروا (۱۲۸۳-۱۲۸۴)
- آیمری مونفروا (۱۲۸۴-۱۳۰۴)
- روپن مونفروا (۱۳۰۴-۱۳۱۳)
- هامفری مونفروا (م. ۱۳۲۶)
- اسکیوا مونفروا (م. قبل از ۱۳۵۰)